# Alun Hoddinott
Alun Hoddinott (ur. 11 sierpnia 1929 w Bargoed, zm. 12 marca 2008 w Swansea) – walijski kompozytor.

## Życiorys
Ukończył studia muzyczne na Cardiff University (1949), następnie pobierał prywatnie lekcje u Arthura Benjamina. W 1960 roku uzyskał stopień naukowy doktora. Od 1951 do 1959 roku wykładał w Cardiff College of Music and Drama. Od 1969 do 1987 roku był wykładowcą Cardiff University. W latach 1966–1989 organizował Cardiff Festival of Twentieth Century Music.
Odznaczony Arnold Bax Medal (1957). Komandor Orderu Imperium Brytyjskiego (1983).

## Twórczość
Tworzył głównie kompozycje orkiestrowe oraz utwory kameralne na różne zestawy instrumentów. Twórczość Hoddinotta utrzymana jest w stylistyce neoklasycznej, z widocznymi wpływami twórczości Strawinskiego, Hindemitha i Bartóka. Charakterystyczne dla niej jest dążenie do chromatyzacji linii melodycznej, eksponowanie trytonu, bitonalne zestawienia płaszczyzn dźwiękowych, zastosowanie zmiennej pulsacji melorytmicznej. Utwory Hoddinotta cechują się predylekcją do symetrycznej, palindromicznej budowy części, często mają budowę dwuczęściową, w której część druga powtarza materiał motywiczny z części pierwszej. W latach 60. XX wieku kompozytor zaadaptował pewne elementy dodekafonii, jego język dźwiękowy pozostał jednak zasadniczo tonalny.

## Wybrane kompozycje
(na podstawie materiałów źródłowych)

### Utwory orkiestrowe
- 2 koncerty klarnetowe (I na klarnet i smyczki 1950, II na klarnet i orkiestrę 1987)
- Fugal Overture (1952)
- Nocturne (1952)
- 8 symfonii (I 1955, II 1962, III 1968, IV 1969, V 1972, VI 1984, VII na organy i orkiestrę 1989, VIII na instrumenty dęte blaszane i perkusję 1992)
- Koncert na obój i smyczki (1955)
- Koncert na harfę i orkiestrę (1957)
- Concertino na altówkę i małą orkiestrę (1958)
- 4 Welsh Dances (1958)
- 2 Welsh Nursery Tunes (1959)
- Nocturne and Dance na harfę i orkiestrę (1959)
- 3 koncerty fortepianowe (I na fortepian, instrumenty dęte i perkusję 1960, II na fortepian i orkiestrę 1960, III na fortepian i orkiestrę 1960)
- Entry (1960)
- Koncert skrzypcowy (1961)
- Folksong Suite (1962)
- Variations (1963, zrewid. 1964)
- Sinfonia na smyczki (1964)
- Jach Straw (1964)
- 2 concerti grossi (I 1965, II 1966)
- Aubade and Scherzo na róg i smyczki (1965)
- Pantomime (1966)
- Night Music (1966)
- Koncert organowy (1967)
- 4 sinfonietty (I 1968, II 1969, III 1970, IV 1971)
- Fioriture (1968)
- Nocturnes and Cadenzas na wiolonczelę i orkiestrę (1969)
- Welsh Dances: 2nd Suite (1969)
- Koncert na róg i orkiestrę (1969)
- Investiture Dances&Divertimento na małą orkiestrę (1969)
- Suite (1970)
- The Sun, the Great Luminary of the Universe (1970)
- Concertino na trąbkę, róg i orkiestrę (1971)
- The Hawk Is Set Free (1972)
- The Floore of Heav’n (1973)
- Landscapes (1975, zrewid. 1976)
- Welsh Airs and Dances na symfoniczną orkiestrę dętą (1975)
- French Suite na małą orkiestrę (1976)
- Passagio (1977)
- The Heaventure of Stars na skrzypce i orkiestrę (1980)
- Lanterne des Morts (1981)
- Quodlibet on Welsh Nursery Themes (1982)
- Doubles na obój, klawesyn i smyczki (1982)
- Hommage à Chopin (1984)
- Scenes and Interludes na trąbkę, klawesyn i smyczki (1984)
- Welsh Dances: 3nd Suite (1985)
- Koncert na skrzypce, wiolonczelę, fortepian i orkiestrę (1986)
- Divisions na róg, klawesyn i smyczki (1986)
- Concerto for Orchestra (1986)
- Star Children (1989)
- Noctis Equi na wiolonczelę i orkiestrę (1989)

### Utwory kameralne
- Trio smyczkowe (1949)
- Kwartet na klarnet, skrzypce i wiolonczelę (1954)
- Septet na klarnet, róg, fagot, fortepian, skrzypce, altówkę i wiolonczelę (1956, zrewid. 1973)
- Rondo scherzoso na trąbkę lub puzon i fortepian (1957)
- Sekstet na flet, klarnet, fagot, skrzypce, altówkę i wiolonczelę (1960)
- Variations na flet, harfę, klarnet i kwartet smyczkowy (1962)
- Fanfare na 3 trąbki, 3 puzony i kotły (1963)
- Divertimento na obój, klarnet, róg i fagot (1963)
- Sonata na harfę (1964)
- 3 kwartety smyczkowe (I 1965, II 1984, III 1988)
- Arabesque na skrzypce i fortepian (1966)
- Sonata na klarnet (1967)
- Suita na harfę (1967)
- 5 sonat skrzypcowych (I 1969, II 1970, III 1971, IV 1976, V 1991)
- 2 sonaty wiolonczelowe (I 1970, II 1977)
- 2 tria fortepianowe (I 1970, II 1983)
- Sonata na róg (1971)
- Kwintet fortepianowy (1972)
- Ritornelli na puzon, instrumenty dęte i perkusję (1974)
- Indian Suite na flet prosty i gitarę (1977)
- Scena na kwartet smyczkowy (1979)
- Masks na obój, fagot i fortepian (1983)
- Bagatelles na obój i harfę (1984)
- Sonata na 4 klarnety (1985)
- Chorales, Variants and Fanfares na organy i kwintet dęty blaszany (1992)
- Kwintet na flet, obój, klarnet, róg i fagot (1992)

### Utwory fortepianowe
- 2 nokturny (I 1956, II 1959)
- 7 sonat (I 1959, II 1962, III 1965, IV 1966, V 1968, VI 1972, VII 1984)

### Utwory organowe
- Toccata and giga (1964)
- Intrada (1966)
- Sarum Fanfare (1970)
- Passacaglia and Fugue (1985)

### Utwory wokalno-instrumentalne
- The Race of Adam na solistów, chór, głosy dziecięce, orkiestrę i organy (1961)
- Job na bas, chór i orkiestrę (1962, zrewid. 1977)
- Dives and Lazarus na solistów, chór i orkiestrę lub organy (1965)
- Eryi na solistów, chór i orkiestrę (1969)
- Voyagers na baryton, głosy męskie i orkiestrę (1970)
- The Tree of Life na sopran, tenora, chór i orkiestrę (1971)
- St. Paul at Malta na tenora, chór i orkiestrę (1971)
- Sinfonia fidei na sopran, tenora, chór i orkiestrę (1977)
- Te Deum na głosy mieszane i organy (1981)
- Bells of Paradise na baryton, chór i orkiestrę (1984)
- The Legend of St. Julian na recytatora, chór i orkiestrę (1987)
- Emyrnau Pantylecyn na baryton, chór i orkiestrę (1989)
- Lines from Marlowe’s Dr. Faustus na chór i instrumenty dęte blaszane (1989)
- Songs of Exile na tenora i orkiestrę (1989)
- May Song na głosy dziecięce i orkiestrę (1992)
- Paradwys Mai na sopran, fortepian i kwartet smyczkowy (1992)

### Opery
- The Beach of Falesá (1973, wyst. Cardiff 1974)
- Murder, the Magician (1975, premiera telewizyjna 1975, wyst. Cardiff 1976)
- What the Old Man Does Is Always Right (1975, wyst. Fishguard 1977)
- The Rajah’s Diamond (premiera telewizyjna 1979)
- The Trumpet Major (wyst. Manchester 1981)
- Tower (wyst. Swansea 1999)